# 14403 de Machault
14403 de Machault este un asteroid din centura principală de asteroizi.

## Descriere
14403 de Machault este un asteroid din centura principală de asteroizi. A fost descoperit pe 8 aprilie 1991 la Observatorul La Silla de Eric Walter Elst. Asteroidul prezintă o orbită caracterizată de o semiaxă mare de 2,77 ua, o excentricitate de 0,04 și o înclinație de 2,9° în raport cu ecliptica.